# 주차장증후군
주차장증후군(Parking lot syndrome)은 지하 주차장 페인트 도색 시 발생하는 휘발성 유기 화합물(VOCs)에 의해 발생되는 질병이다. 유성 에폭시 페인트 내에 함유된 폼알데하이드(HCHO)와 톨루엔(C6H5CH3) 등의 휘발성유기화합물(VOCs)에 의해 눈이 따갑거나 두통, 현기증, 심할 경우 암, 폐 질환, 기관지 질환, 생식기능 저하, 태아의 성장 및 인지발달 저해 등을 발생시킬 수 있는 질병 및 증상이다.
새집증후군과는 다르게 신축 아파트 뿐만 아니라 주차장 재도장을 실시하는 오래된 주거단지에서도 발생할 수 있다. 특히 오래된 아파트의 경우 주차장에 대한 환기 시설의 부족으로 더욱 심각할 수 있다.